# Италиански шампионат по футбол 1898
Шампионатът на Италия през 1898 е първото официално първенство одобрено от ИФФ. Това е елиминационен турнир, който се провежда за един ден. Участват три отбора от Торино и един от Генуа. Първият шампион на Италия по футбол е Дженоа.

## Полуфинали
|                       | Общ резултат |          |
| --------------------- | ------------ | -------- |
| Интернационале Торино | 2-1          | Торинезе |
| Гимнастика Торино     | 0-2          | Дженоа   |

## Финал
|                       | Общ резултат |        |
| --------------------- | ------------ | ------ |
| Интернационале Торино | 1-2          | Дженоа |